# Esfera de Bernal

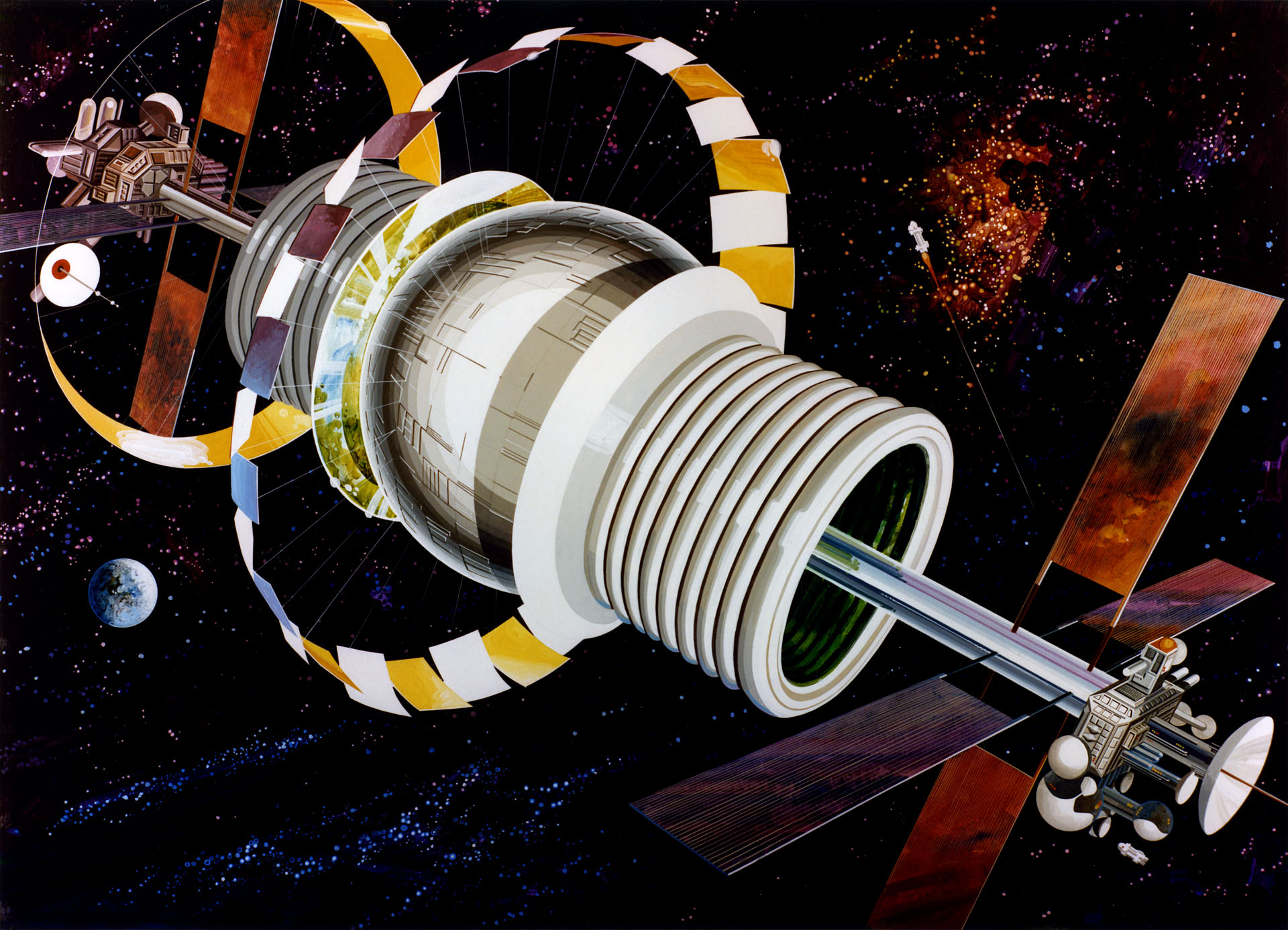
Impresión artística de la vista exterior de una esfera de Bernal con el diseño del hábitat espacial. Descripción de la NASA: "La zona residencial se encuentra en la esfera central. Las regiones agrícolas se encuentran en los" Neumáticos ".Los espejos reflejan la luz solar dentro del hábitat y las granjas Los paneles largos y planos irradian calor extra hacia el espacio, y los paneles solares proporcionan electricidad. Las fábricas y muelles para las naves espaciales se encuentran en cualquiera de los extremos del largo tubo central.

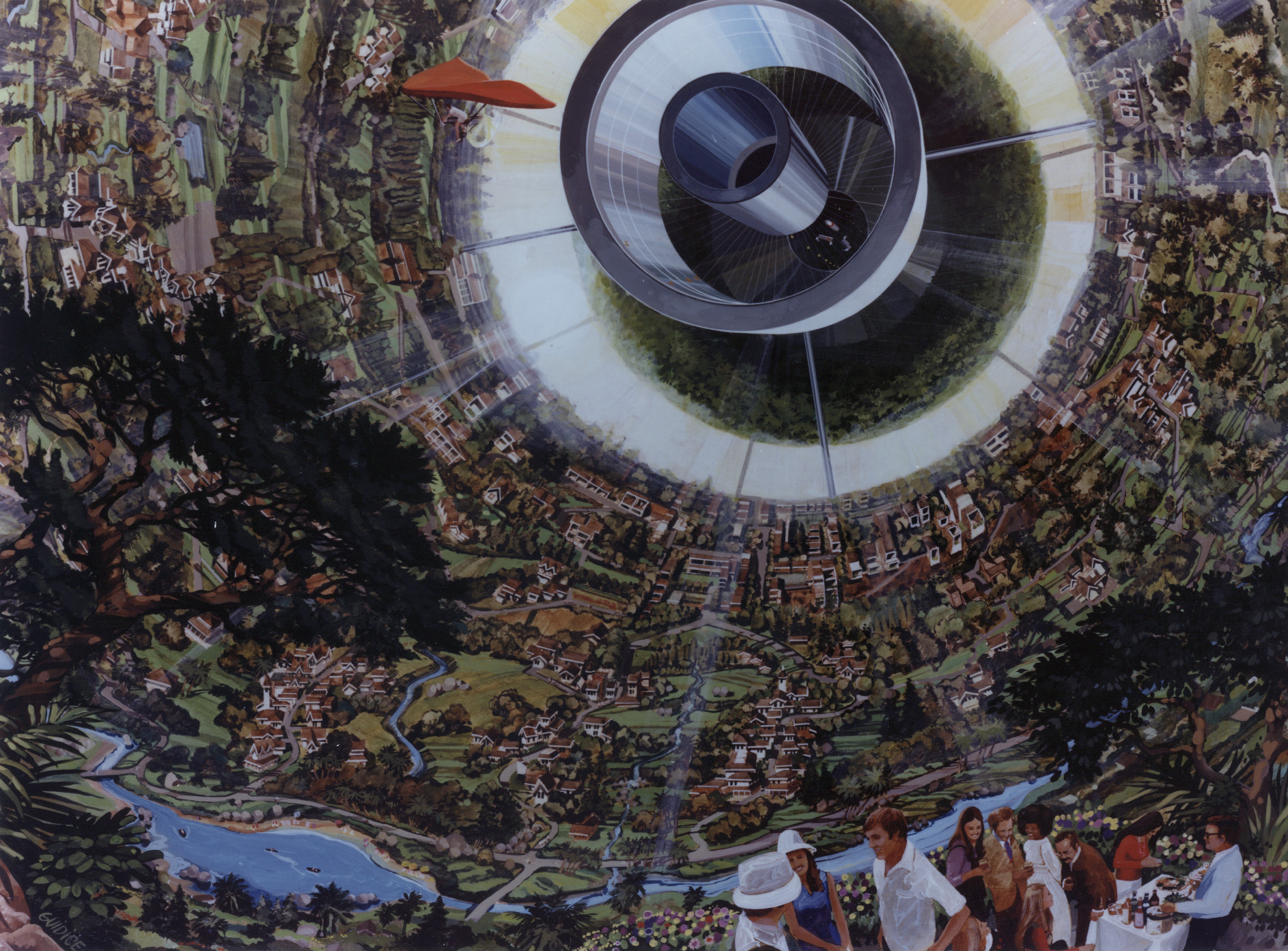
Interior de una esfera de Bernal con el planeador.

La esfera de Bernal es un tipo de hábitat en el espacio, previsto como hogar a largo plazo para residentes permanentes. 
Fue propuesto en 1929 por el científico John Desmond Bernal. Describió una esfera hueca de 16 kilómetros de diámetro, que podría albergar una población aproximada de 25.000 personas. En una serie de estudios, Gerard Kitchen O'Neill sostuvo en la Universidad Stanford, en 1975 y 1976, la defensa de los diseños para las colonias futuras del espacio.
Gerard Kitchen O'Neill propuso una esfera de Bernal modificada, llamada Isla Uno (Island One, en inglés), con un diámetro de 500 m, que rotaría a 1,9 RPM para producir una gravedad como la de la Tierra en el ecuador de la esfera. El resultado sería un paisaje interior que se asemejaría a un valle grande que funcionaría alrededor del ecuador de la esfera. La luz del Sol entraría al interior de la esfera usando espejos externos para dirigirla a través de ventanas grandes cerca de los postes. La forma de una esfera fue elegida para obtener una presión de aire óptima y para que la masa proporcionase una defensa adecuada de la radiación exterior. El hábitat podría albergar una población de unos 10.000 habitantes, y un conjunto de anillos llamado palacio de cristal, anexo a la esfera en cada uno de sus extremos, se utilizaría para la producción agrícola.